# Маираго
Маираго (итал. Mairago) је насеље у Италији у округу Лоди, региону Ломбардија.
Према процени из 2011. у насељу је живело 693 становника. Насеље се налази на надморској висини од 69 м.

## Становништво
Према резултатима пописа становништва 2011. у општини је живело 1.397 становника.
| 1936. | 1951. | 1961. | 1971. | 1981. | 1991. | 2001. | 2011. |
| ----- | ----- | ----- | ----- | ----- | ----- | ----- | ----- |
| 1.705 | 1.899 | 1.482 | 1.092 | 1.044 | 979   | 1.054 | 1.397 |

## Партнерски градови
- Дансе